# Kings Bay Base
Kings Bay Base é uma Região censo-designada localizada no estado americano de Geórgia, no Condado de Camden.

## Demografia
Segundo o censo americano de 2000, a sua população era de 2599 habitantes.

## Geografia
De acordo com o United States Census Bureau tem uma área de 5,3 km², dos quais 5,3 km² cobertos por terra e 0,0 km² cobertos por água.

## Localidades na vizinhança
O diagrama seguinte representa as localidades num raio de 36 km ao redor de Kings Bay Base.